# Ernie Nevers
Ernest Alonso „Ernie“ Nevers  (* 11. Juni 1903 in Willow River, Minnesota; † 3. Mai 1976, San Rafael, Kalifornien), Spitzname: „Big Dog“, war ein US-amerikanischer American-Football-, Baseball- und Basketballspieler.

## Herkunft
Nevers wurde als Sohn eines Gastwirtehepaares geboren. Er hatte noch insgesamt sieben Geschwister. Seine Eltern zogen mehrfach um, letztendlich spielte er American Football, Basketball und Baseball an einer High School in Superior, Wisconsin und später, nach einem erneuten Umzug seiner Eltern für eine Schule in Santa Rosa, Kalifornien. Nevers war am Anfang seiner Footballkarriere übergewichtig und nicht sonderlich schnell, was ihm zu wenig Anerkennung bei seinen Mitspielern verhalf. Während des Trainings wurde er oft hart attackiert, was ihn aber nur abhärtete. Nach seinem Schulwechsel konnte er 1920 mit seiner Footballmannschaft die regionale Meisterschaft gewinnen.

## Spielerlaufbahn

### College
Nevers erhielt 1923 ein Stipendium an der Stanford University. Mit den Stanford Indians gelang ihm als Mannschaftskapitän 1925 der Einzug in den Rose Bowl. Nevers spielte sowohl in der Offense, als auch in der Defense und stand während der gesamten 60 Spielminuten auf dem Platz. Mit 114 Yards Raumgewinn durch Laufspiel konnte er mehr Yards erlaufen, als die berühmte Angriffsreihe der von Knute Rockne trainierten Notre Dame Fighting Irish um Harry Stuhldreher und Elmer Layden zusammen. Trotzdem musste sich Nevers und sein Team der University of Notre Dame mit 27:10 geschlagen geben. Nevers wurde zum Most Valuable Player des Spiels erklärt, musste sich dabei aber den Ruhm mit Layden teilen. Das Spiel brachte ihm allerdings zusätzlich noch die Ernennung zum All-American ein und machte ihn in der US-amerikanischen Sportwelt bekannt.

### Profi
Nevers begann seine Profilaufbahn 1926 bei einer Serie von All-Star-Spielen gegen die Chicago Bears. Dafür zahlten ihm die Jacksonville All-Stars 25.000 US-Dollar. Die Serie wurde auf ein Spiel verkürzt, welches die Bears mit 19:6 gewannen, wobei Nevers den einzigen Touchdown seiner Mannschaft erzielte. Kurz danach unterschrieb er einen Baseballprofivertrag. Er spielte von 1926 bis 1928 als Pitcher für die St. Louis Browns. In seinen drei Spieljahren konnte er allerdings nur sechs seiner statistisch gezählten 18 Spiele gewinnen. Babe Ruth konnte dabei 1927 zwei Home Runs gegen ihn erzielen.

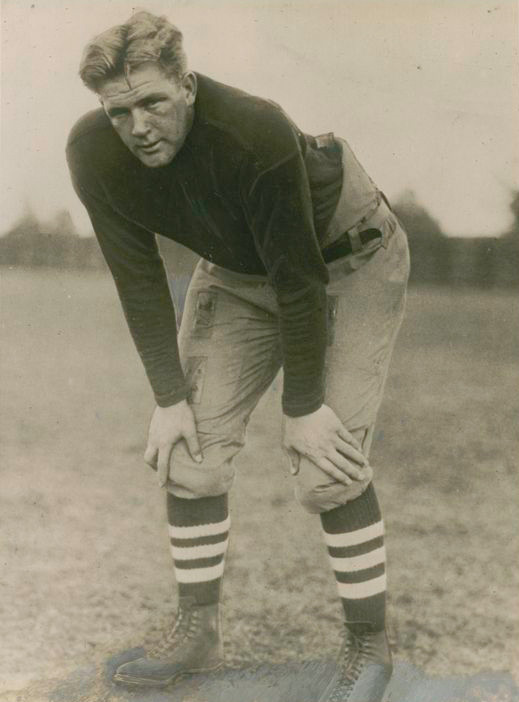
Ernie Nevers

1926 schloss er sich als Footballspieler den Duluth Eskimos an. Die Eskimos zahlten ihm ein Salär von 15.000 US-Dollar, was zu diesem Zeitpunkt Ligarekord war. Zusammen mit diesem Gehalt und den Einnahmen aus dem All-Star-Spiel, sowie dem Geld aus seinem Baseballvertrag und dem Einkommen aus einem Basketballkontrakt (er spielte für eine Mannschaft aus Chicago) verdiente er 1926 60.000 US-Dollar.
1927 übernahm Nevers zeitgleich das Traineramt bei den Eskimos, für die er praktisch das ganze Spiel über auf dem Platz stand. Die Eskimos, die 1926 und 1927 über kein eigenes Stadion verfügten und 28 ihrer 29 Spiele auswärts austrugen, mussten ihren Spielbetrieb 1927 einstellen. Nevers setzte aufgrund einer Verletzung 1928 für ein Jahr aus und schloss sich 1929 den Chicago Cardinals an. Auch bei dieser Mannschaft übernahm er ein Jahr später das Traineramt. Einen Titel konnte er mit seiner Mannschaft nicht gewinnen, dafür erzielte er 1929 in einem Spiel gegen den Lokalrivalen Chicago Bears alle sechs Touchdowns und machte insgesamt 40 Punkte in diesem Spiel. Dies ist immer noch Ligarekord. 1931 beendete er seine Laufbahn. Ließ es sich aber nicht nehmen 1932 nochmals in einem Wohltätigkeitsspiel aufzulaufen, wobei er sich allerdings eine Verletzung zuzog. Von 1932 bis 1938 trainierte er verschiedene Collegemannschaften, unter anderem die University of Iowa, um 1939 nochmals als Trainer zu den Cardinals zurückzukehren. Die Saison verlief erfolglos.

## Ehrungen
Nevers ist Mitglied in der College Football Hall of Fame, in der Pro Football Hall of Fame, in der Wisconsin Athletic Hall of Fame und im NFL 1920s All-Decade Team. Er wurde fünfmal zum All-Pro gewählt. 2003 wurde Nevers auf einer Briefmarke, ausgegeben durch die Post der USA, verewigt.

## Abseits des Spielfelds
Nevers diente im Zweiten Weltkrieg als Captain im US Marine Corps. Nach seiner Entlassung arbeitete er für eine Spirituosenfirma. Er starb an Nierenversagen und ist auf dem Mount Tamalpais Cemetery in San Rafael beerdigt.